# 元首預備隊
元首预备役（德語：Führerreserve）于1939年二战期间在德国武装部队中设立，組成成員是一群暂时闲置等待新任务的高级军官。各个军种、军团都有自己的預備隊，可以随意使用。這類军官们被要求留在指定的岗位并接受上级的指挥，但不能行使任何指挥职能，实际上相当于暂时退休，但可以保留他们以前的收入。特别是在战争后半段，越来越多的因為政治问题、麻烦或军事上无能的军官被分配到元首预备役。
这个部隊名字「führer」并不指代阿道夫·希特勒，而是以复数形式指代作为预备军官（领导人）的成员本身。事實上在德語中「führer」本意指的是「領袖」、「隊長」等，等同於英語中的「leader」。